# Franciszek Sapieha (1772–1829)
Franciszek Sapieha herbu Lis (ur. 28 sierpnia 1772 w Warszawie, zm. 30 maja 1829 w Dereczynie) – generał artylerii litewskiej, generał lejtnant i dyrektor bezpłatny dyrekcji biletów skarbowych w insurekcji kościuszkowskiej, marszałek szlachty guberni mińskiej, konsyliarz powiatu słonimskiego w konfederacji targowickiej w 1792 roku.
W 1793 odznaczony Orderem Orła Białego i Orderem Świętego Stanisława.

## Życiorys
Był synem Aleksandra Michała i Magdaleny z Lubomirskich.
Ze względu na pozycję matki na dworze Stanisława Augusta Poniatowskiego (była kochanką króla) przez pewien czas nie był uznawany przez ojca. Wychowywał się w Puławach z młodymi Czartoryskimi.
We wrześniu 1792 złożył przysięgę jako konsyliarz konfederacji targowickiej. Brał udział w poselstwie dziękczynnym do cesarzowej Rosji Katarzyny II, nie odgrywając większej roli.
Franciszek był członkiem sprzysiężenia powstańczego 1794 roku. Po odmowie objęcia dowództwa powstania na Litwie przez dalekiego kuzyna, Kazimierza Nestora Sapiehę Tadeusz Kościuszko wystosował 14 kwietnia 1794 list do Franciszka, prosząc go objęcie tej funkcji. List wpadł w ręce rosyjskie, mimo to polecenie do Franciszka dotarło inną drogą. Mimo to formalnie dowództwa nie przyjął. Świadomy swojej niekompetencji 2 maja poprosił Kościuszkę o zdjęcie z funkcji generała dywizji. Zwolnienie uzyskał 14 maja. Po kilku reorganizacjach dywizji i nieudanych operacjach wojskowych Franciszek, nie pełniący żadnej oficjalnej funkcji, wycofał się z wojska po 8 czerwca. Po upadku powstania złożył 3 grudnia 1794 w Warszawie na ręce rosyjskiego generała von Buxhoevdena zapewnienie, iż przeciw Rosji walczyć nie będzie. Późniejsze kontakty z Nikołajem Repninem doprowadziły do amnestii.
Uczestniczył w koronacji cara Pawła I w roku 1797, po czym odsunął się od życia publicznego. Podróżował wiele po Europie, prowadząc hulaszczy tryb życia, popadając nieustannie w długi. Jednym z jego plenipotentów był w latach 1825–1829 Paweł Edmund Strzelecki, który dopomógł wyratować dobra Franciszka od zlicytowania przez wierzycieli. Na plenipotencji Strzelecki zaoszczędził sumę wystarczającą na studia i przyszłe podróże. Książę Sapieha pozostawił Strzeleckiemu w spadku ogromną kwotę 180.000 florenów, z czym nie pogodził się syn magnata, mieszkający w Anglii. Sprawę Strzelecki załatwił polubownie, zgodził się na otrzymanie 1/4 sumy zapisanej w testamencie.
Zmarł 30 maja 1829 w Dereczynie.
Był ojcem Eustachego Kajetana.